# Cratere Kirby
Kirby è un cratere sulla superficie di Mercurio.